# Гарчинский, Антоний
Антоний Гарчинский (пол. Antoni Garczyński; 1768—1813, Дрезден) — польский дворянин, префект Калишского департамента Варшавского герцогства в 1807—1813 годах.
По словам французского резидента Варшавского герцогства Луи Пьера Биньона, Гарчинский был «просвещенным, твердым и безупречным администратором», и сам Биньон трижды представлял его как наиболее подходящего кандидата на пост министра внутренних дел. В знак признания его заслуг великий герцог Варшавский Фридрих Август I наградил его Большой лентой ордена Святого Станислава.

## Происхождение
Представитель польского шляхетского рода Гарчинских, имевшего собственный герб. Сын Стефана Гарчинского (? — 1773), генерал-майора коронной армии, адъютанта короля Станислава Августа Понятовского, и Вероники Кржицкой. У него было несколько братьев и сестер: трое братьев — Ян Непомуцен, участник восстания Костюшко и офицер польских легионов, Стефан, в 1813 году занимавший должность подпрефекта Кротошинского округа, и Францишек, полковник Войска Польского (ум. 1812), и сестры Элеонора, Антонина и Гонората.
Антоний Гарчинский не был женат и не оставил потомства. Он завещал свое состояние своему племяннику Стефану Флориану Гарчинскому.

## Служба в администрации
Свою службу в администрации Антоний Гарчинский начал помощником Познанской военно-гражданской комиссии по распоряжению, затем принял участие в польском восстании под руководством Тадеуша Костюшко, заняв со своим отрядом Гродзиск-Велькопольски в октябре 1794 года.
Его общественная деятельность после падения Первой Польской республики (1795), во время прусского раздела, неизвестна. Когда в 1806 году Прусское королевство пало под ударами армии Наполеона, в Великой Польше вспыхнуло восстание. На освобождённых территориях была организована польская администрация, и в феврале 1807 года Антоний Гарчинский стал советником Административной палаты Познанского департамента.

## Префект Калишского департамента
Когда Варшавское герцогство было создано в соответствии с Тильзитским мирным договором, Антоний Гарчинский был назначен префектом департамента 16 декабря 1807 года с резиденцией в Калише, втором по величине городе Великой Польши. Управляя Калишским департаментом, Гарчинский, в частности, улучшение дорог и стимулирование экономического развития.

## Война с Австрией
После начала войны с Австрией весной 1809 года Антоний Гарчинский был назначен главой и полномочным представителем Государственного совета. Опасаясь, что неопытная армия не сможет эффективно защитить польские земли от нападения австрийской армии, Гарчинский изначально выступал против вооружений, не желая подвергать население возможным репрессиям. Позже, однако, он предпринял действия против немецкого населения, проживающего в Калише, потребовав учреждения специальных судов для предателей, и выдвинул свои собственные военные планы нападения на Ленчицу или Краков, чтобы освободить Ченстохову, осажденную австрийцами, из-за чего он вступил в конфликт с генерал Ян Генрик Домбровский, командующий польскими войсками в западных департаментах герцогства.

## Визит короля Иеронима в Калиш
Весной 1812 года префект Антоний Гарчинский организовал неожиданный визит в Калиш Жерома Бонапарта, младшего брата императора и короля Вестфалии, прибывшего в город 13 апреля со всей своей свитой, двором и дивизией под его командованием. Не имея достаточных средств, Антоний Гарчинский обратился к министру внутренних дел и министру финансов за финансовой помощью. К сожалению, почти вся стоимость многодневного королевского визита (свыше 12 000 франков) легла на плечи города и местной еврейской общины, поэтому жители Калиша долго помнили о потерянных деньгах и в 1848 году потребовали их возврата.

## Война с Россией
Во время подготовки к войне с Россией (1812 г.) Антоний Гарчинский эффективно организовал снабжение продовольствием многонациональной Великой армии. После поражения Наполеона он занимался эвакуацией офисов и помощью беженцам из Варшавы, Люблина, Седльце, Познани и Быдгоща. Когда русская армия входила в Варшавское герцогство в 1813 году, польское правительство и армия покинули Варшаву. В то время набор солдат в воссозданную польскую армию происходил только из земель Познанского, Краковского, Радомского и Калишского департаментов, потому что остальные шесть департаментов были заняты русскими. Антоний Гарчинский еще раз проявил организаторский смысл и призыв в солдаты прошел лучше всего в Калишском департаменте, под руководством префекта и генерала Бенедикта Лончиньского, командующего военным ведомством. Антоний Гарчинский также сформировал отряды национальной гвардии, вооружённые косами. После проигранной битвы при Калише (13 февраля 1813 г.) Гарчинский вновь занялся эвакуацией польских и французских властей из районов своего ведомства в сторону Кракова, где находились польские министры и высшее командование армии. Там он снова стал известен как умелый организатор продовольствия и припасов для армии. Затем вместе с польскими войсками во главе с князем Юзефом Понятовским он отправился в Германию. Он переждал решающую битву под Лейпцигом (16-19 октября 1813) в соседнем Дрездене, где, однако, пал жертвой эпидемии тифа.